# Volta a Cataluña 1956
La Volta a Cataluña 1956 fue la 36.ª edición de la Volta a Cataluña. Se disputó en 9 etapas del 2 al 9 de septiembre de 1956 con un total de 1.221 km. El vencedor final fue el español Aniceto Utset.

## Recorrido
El recorrido de esta edición fue muy llano, con tan solo una etapa de montaña con final en Puigcerdà y la collada de Toses como principal dificultad de la carrera, y con una visita hasta Valencia.

## Etapas
| Etapa | Fecha           | Ciudades de etapa               | km    | Vencedor de la etapa | Líder de la general |
| ----- | --------------- | ------------------------------- | ----- | -------------------- | ------------------- |
| 1.º   | 2 de septiembre | Sabadell - Montjuïc (Barcelona) | 72,0  | Juan Amor            | Juan Amor           |
| 2.º   | 2 de septiembre | Barcelona - Igualada            | 70,0  | Miguel Poblet        | Juan Amor           |
| 3.º   | 3 de septiembre | Igualada - Puigcerdá            | 207,0 | Juan Escolá          | Miguel Poblet       |
| 4.º   | 4 de septiembre | Puigcerdá - Lérida              | 195,0 | Alfred Tonello       | Miguel Poblet       |
| 5.º   | 5 de septiembre | Lérida - Vinaroz                | 230,0 | Vicente Iturat       | Aniceto Utset       |
| 6.º A | 6 de septiembre | Vinaroz - La Vall d'Uixó        | 103,0 | Salvador Jarque      | Aniceto Utset       |
| 6.º B | 6 de septiembre | La Vall d'Uixó - Valencia       | 56,0  | Miguel Poblet        | Aniceto Utset       |
| 7.º   | 7 de septiembre | Valencia - Tortosa              | 200,0 | Gabriel Saura        | Aniceto Utset       |
| 8.º   | 8 de septiembre | Tortosa - Reus                  | 145,0 | Miguel Poblet        | Aniceto Utset       |
| 9.º   | 9 de septiembre | Reus - Barcelona                | 147,0 | Miguel Poblet        | Aniceto Utset       |

### 1.ª etapa[2]
02-09-1956: Sabadell - Barcelona. 72,0 km
|   | Ciclista         | Equipo                 | Tiempo     |
| - | ---------------- | ---------------------- | ---------- |
| 1 | Juan Amor        | Español-FJ de Valencia | 1h 42' 50" |
| 2 | Miguel Poblet    | Faema                  | + 04"      |
| 3 | Antonio Gelabert | Berkel                 | m. t.      |

|   | Ciclista         | Equip                  | Temps      |
| - | ---------------- | ---------------------- | ---------- |
| 1 | Juan Amor        | Español-FJ de Valencia | 1h 42' 50" |
| 2 | Miguel Poblet    | Faema                  | + 04"      |
| 3 | Antonio Gelabert | Berkel                 | m. t.      |

### 2.ª etapa
02-09-1956: Barcelona - Igualada. 70,0 km
|   | Ciclista         | Equipo                 | Tiempo     |
| - | ---------------- | ---------------------- | ---------- |
| 1 | Miguel Poblet    | Faema                  | 1h 38' 33" |
| 2 | Alfredo Esmatges | RCD Espanyol-Mobylette | m. t.      |
| 3 | Aniceto Utset    | RCD Español-Mobylette  | m. t.      |

|   | Ciclista         | Equipo                 | Tiempo     |
| - | ---------------- | ---------------------- | ---------- |
| 1 | Juan Amor        | Español-FJ de Valencia | 3h 21' 23" |
| 2 | Miguel Poblet    | Faema                  | + 04"      |
| 3 | Antonio Gelabert | Berkel                 | m. t.      |

### 3.ª etapa
03-09-1956: Igualada - Puigcerdà. 207,0 km
|   | Corredor         | Equipo                | Tiempo     |
| - | ---------------- | --------------------- | ---------- |
| 1 | Juan Escolá      | RCD Español-Mobylette | 6h 30' 03" |
| 2 | Miguel Poblet    | Faema                 | + 01' 09"  |
| 3 | Antonio Gelabert | Berkel                | m. t.      |

|   | Ciclista         | Equipo                | Tiempo     |
| - | ---------------- | --------------------- | ---------- |
| 1 | Miguel Poblet    | Faema                 | 9h 52' 39" |
| 2 | Antonio Gelabert | Berkel                | m. t.      |
| 3 | Francisco Masip  | RCD Español-Mobylette | m. t.      |

### 4.ª etapa[3]
04-09-1956: Puigcerdà - Lérida. 195,0 km
|   | Corredor       | Equipo      | Tiempo     |
| - | -------------- | ----------- | ---------- |
| 1 | Alfred Tonello |             | 5h 10' 07" |
| 2 | Miguel Poblet  | Faema       | + 13"      |
| 3 | José Michelena | Boxing Club | m. t.      |

|   | Ciclista         | Equipo                | Tiempo      |
| - | ---------------- | --------------------- | ----------- |
| 1 | Miguel Poblet    | Faema                 | 15h 02' 59" |
| 2 | Antonio Gelabert | Berkel                | m. t.       |
| 3 | Francisco Masip  | RCD Español-Mobylette | m. t.       |

### 5.ª etapa[4]
05-09-1956: Lérida - Vinaroz. 177,0 km
|   | Corredor       | Equipo      | Tiempo     |
| - | -------------- | ----------- | ---------- |
| 1 | Vicente Iturat | Faema       | 6h 36' 47" |
| 2 | Ugo Anzile     |             | + 01' 30"  |
| 3 | José Escolano  | UC Terrassa | m. t.      |

|   | Ciclista       | Equipo                | Tiempo      |
| - | -------------- | --------------------- | ----------- |
| 1 | Aniceto Utset  | RCD Español-Mobylette | 21h 41' 27" |
| 2 | Vicente Iturat | Faema                 | + 17"       |
| 3 | Miguel Poblet  | Faema                 | + 04' 34"   |

### 6.ª etapa[5]
06-09-1956: (6A Vinaroz - La Vall d'Uixó 103 km) y (6B La Vall d'Uixó - Valencia 56 km)
|   | Ciclista         | Equipo                 | Tiempo     |
| - | ---------------- | ---------------------- | ---------- |
| 1 | Salvador Jarque  | Español-FJ de València | 2h 48' 20" |
| 2 | Francisco Masip  | RCD Español-Mobylette  | m. t.      |
| 3 | Francisco Moreno | UC Terrassa            | m. t.      |

|   | Ciclista        | Equipo | Tiempo     |
| - | --------------- | ------ | ---------- |
| 1 | Miguel Poblet   | Faema  | 1h 24' 24" |
| 2 | Vicente Iturat  | Faema  | m. t.      |
| 3 | Alfredo Pasotti | Berkel | m. t.      |

|   | Ciclista         | Equipo                 | Tiempo     |
| - | ---------------- | ---------------------- | ---------- |
| 1 | Salvador Jarque  | Español-FJ de València | 4h 12' 44" |
| 2 | Francisco Masip  | RCD Español-Mobylette  | m. t.      |
| 3 | Francisco Moreno | UC Terrassa            | m. t.      |

|   | Ciclista        | Equipo                | Tiempo      |
| - | --------------- | --------------------- | ----------- |
| 1 | Aniceto Utset   | RCD Español-Mobylette | 25h 55' 49" |
| 2 | Vicente Iturat  | Faema                 | + 15"       |
| 3 | Francisco Masip | RCD Español-Mobylette | + 02' 56"   |

### 7.ª etapa[6]
07-09-1956: Valencia - Tortosa. 200,0 km
|   | Ciclista        | Equipo | Tiempo     |
| - | --------------- | ------ | ---------- |
| 1 | Gabriel Saura   | Faema  | 5h 43' 00" |
| 2 | Miguel Poblet   | Faema  | m. t.      |
| 3 | Alfredo Pasotti | Berkel | m. t.      |

|   | Ciclista        | Equipo                | Tiempo      |
| - | --------------- | --------------------- | ----------- |
| 1 | Aniceto Utset   | RCD Español-Mobylette | 31h 38' 49" |
| 2 | Vicente Iturat  | Faema                 | + 15"       |
| 3 | Francisco Masip | RCD Español-Mobylette | + 02' 56"   |

### 8.ª etapa[7]
08-09-1956: Tortosa - Reus. 145,0 km
|   | Corredor      | Equipo                | Tiempo     |
| - | ------------- | --------------------- | ---------- |
| 1 | Miguel Poblet | Faema                 | 3h 48' 52" |
| 2 | José Ametller | RCD Español-Mobylette | m. t.      |
| 3 | José Segú     | RCD Español-Mobylette | + 05"      |

|   | Ciclista        | Equipo                 | Tiempo      |
| - | --------------- | ---------------------- | ----------- |
| 1 | Aniceto Utset   | RCD Espanyol-Mobylette | 35h 27' 46" |
| 2 | Vicente Iturat  | Faema                  | + 15"       |
| 3 | Francisco Masip | RCD Español-Mobylette  | + 02' 56"   |

### 9.ª etapa[8]
09-09-1956: Reus - Barcelona. 147,0 km
|   | Ciclista         | Equipo                | Tiempo     |
| - | ---------------- | --------------------- | ---------- |
| 1 | Miguel Poblet    | Faema                 | 3h 56' 37" |
| 2 | Antonio Gelabert | Berkel                | m. t.      |
| 3 | Francisco Masip  | RCD Español-Mobylette | m. t.      |

|   | Ciclista        | Equipo                | Tiempo      |
| - | --------------- | --------------------- | ----------- |
| 1 | Aniceto Utset   | RCD Español-Mobylette | 39h 24' 35" |
| 2 | Vicente Iturat  | Faema                 | + 15"       |
| 3 | Francisco Masip | RCD Español-Mobylette | + 02' 56"   |

## Clasificación General
|    | Ciclista         | Equipo                | Tiempo      |
| -- | ---------------- | --------------------- | ----------- |
|    | Aniceto Utset    | RCD Español-Mobylette | 39h 24' 35" |
| 2  | Vicente Iturat   | Faema                 | + 15"       |
| 3  | Francisco Masip  | RCD Español-Mobylette | + 2' 44"    |
| 4  | Miguel Poblet    | Faema                 | + 4' 15"    |
| 5  | Antonio Gelabert | Berkel                | + 4' 20"    |
| 6  | Juan Crespo      | RCD Español-Mobylette | + 5' 16"    |
| 7  | Juan Escolá      | RCD Español-Mobylette | + 6' 30"    |
| 8  | Walter Serena    | Berkel                | + 7' 53"    |
| 9  | Jaime Calucho    | RCD Español-Mobylette | + 9' 17"    |
| 10 | José Escolano    | UC Terrassa           | + 9' 20"    |

## Clasificaciones secundarias
|   | Ciclista         | Equipo      | Puntos |
| - | ---------------- | ----------- | ------ |
| 1 | Antonio Gelabert | Berkel      | 28     |
| 2 | Miguel Poblet    | Faema       | 22     |
| 3 | José Michelena   | Boxing Club | 17     |

|   | Equipo      | Puntos       |
| - | ----------- | ------------ |
| 1 | RCD Español | 118h 21' 45" |
| 2 | Faema       | + 24' 35"    |
| 3 | UC Terrassa | + 34' 11"    |